# Papúa Nueva Guinea en los Juegos Olímpicos de Atlanta 1996
Papúa Nueva Guinea estuvo representada en los Juegos Olímpicos de Atlanta 1996 por un total de 11 deportistas masculinos que compitieron en 3 deportes.
El portador de la bandera en la ceremonia de apertura fue el atleta Subul Babo. El equipo olímpico papú no obtuvo ninguna medalla en estos Juegos.